# Laura Holgate

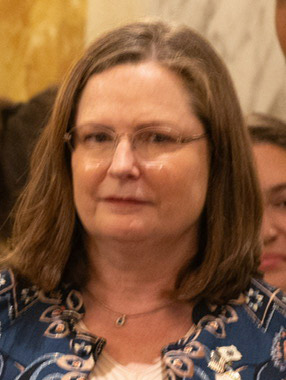
Laura Holgate en 2024

Laura S. H. Holgate foi a Embaixadora dos Estados Unidos nas Organizações Internacionais das Nações Unidas em Viena e na Agência Internacional de Energia Atómica de 2016 a 2017. Enquanto era directora sénior do NSC para terrorismo de armas de destruição maciça e redução de ameaças, ela e Gary Samore implementaram a diplomacia de cabaz pela primeira vez.

## Biografia
Holgate foi educada na Universidade de Princeton e no Instituto de Tecnologia de Massachusetts, resultando num mestrado em ciência política antes de ir trabalhar no Centro Belfer de Ciência e Assuntos Internacionais da Universidade de Harvard .
Os Estados Unidos implementaram pela primeira vez a diplomacia de cabaz no processo da Conferência de Segurança Nuclear entre a Conferência de Segurança Nuclear de 2010 e a Conferência de Segurança Nuclear de 2012. O Director do Conselho de Segurança Nacional (NSC) para Redução de Ameaças Nucleares Shawn Gallagher é creditado por conceber e propor a diplomacia de cabaz, enquanto Holgate, que era então a Directora Sénior do NSC para Terrorismo de Armas de Destruição Maciça e Redução de Ameaças, trabalhou com Gary Samore para implementar a política.
Em 2016, ela foi nomeada Embaixadora dos Estados Unidos nas Organizações Internacionais das Nações Unidas em Viena. É importante ressaltar que ela também foi representante da América na Agência Internacional de Energia Atómica e em outros escritórios importantes da ONU em Viena.
Em novembro de 2018, ela introduziu as ideias dos Campeões Internacionais de Género na política nuclear.
Em 2020, ela foi vice-presidente de Gestão de Materiais da Iniciativa de Ameaça Nuclear, com sede em Washington.